# Milchbude (Kreis Königsberg/Samland, Ksp. Mahnsfeld)
Milchbude ist eine Wüstung im Kreis Königsberg in Preußen (1939 bis 1945: Kreis Samland) in Ostpreußen. Die frühere Ortsstelle befindet sich heute im Munizipalkreis Rajon Bagrationowsk (Stadtkreis Preußisch Eylau) in der Oblast Kaliningrad (Gebiet Königsberg (Preußen)) in Russland.

## Geographische Lage
Die Ortsstelle Milchbudes liegt unmittelbar an der Grenze zum Rajon Gurjewsk (Stadtkreis Neuhausen) im Westen der Oblast Kaliningrad, 15 Kilometer südwestlich der früheren Kreisstadt Königsberg (Preußen) (russisch Kaliningrad) bzw. 26 Kilometer nordwestlich der heutigen Rajonshauptstadt Bagrationowsk (deutsch Preußisch Eylau).

## Geschichte
Der kleine Ort Milchbude war bis ins 20. Jahrhundert hinein ein Vorwerk zum Gut Hinterwalde im Kreis Königsberg bzw. Kreis Samland in Ostpreußen. Im Jahre 1905 waren in Milchbude drei Einwohner gemeldet. Als am 30. September 1928 das Gut Hinterwalde nach Ramsen (russisch Saretschnoje) eingemeindet wurde, wurde Milchbude ein Wohnplatz eben dieser Gemeinde.
Mit dem gesamten nördlichen Ostpreußen kam Milchbude 1945 in Kriegsfolge zur Sowjetunion. Danach war der Ort verwaist und gilt als untergegangen. Seine Ortsstelle gehört zum Rajon Bagrationowsk in der russischen Oblast Kaliningrad.

## Religion
Bis 1945 war Milchbude in das Kirchspiel der evangelischen Kirche Mahnsfeld (russisch Polewoje) in der Kirchenprovinz Ostpreußen der Kirche der Altpreußischen Union eingepfarrt.

## Verkehr
Die Ortsstelle Milchbudes ist von der Kommunalstraße 27K-089 aus über den Abzweig Saretschnoje (Ramsen) zu erreichen.